# Volksstadion Greifswald

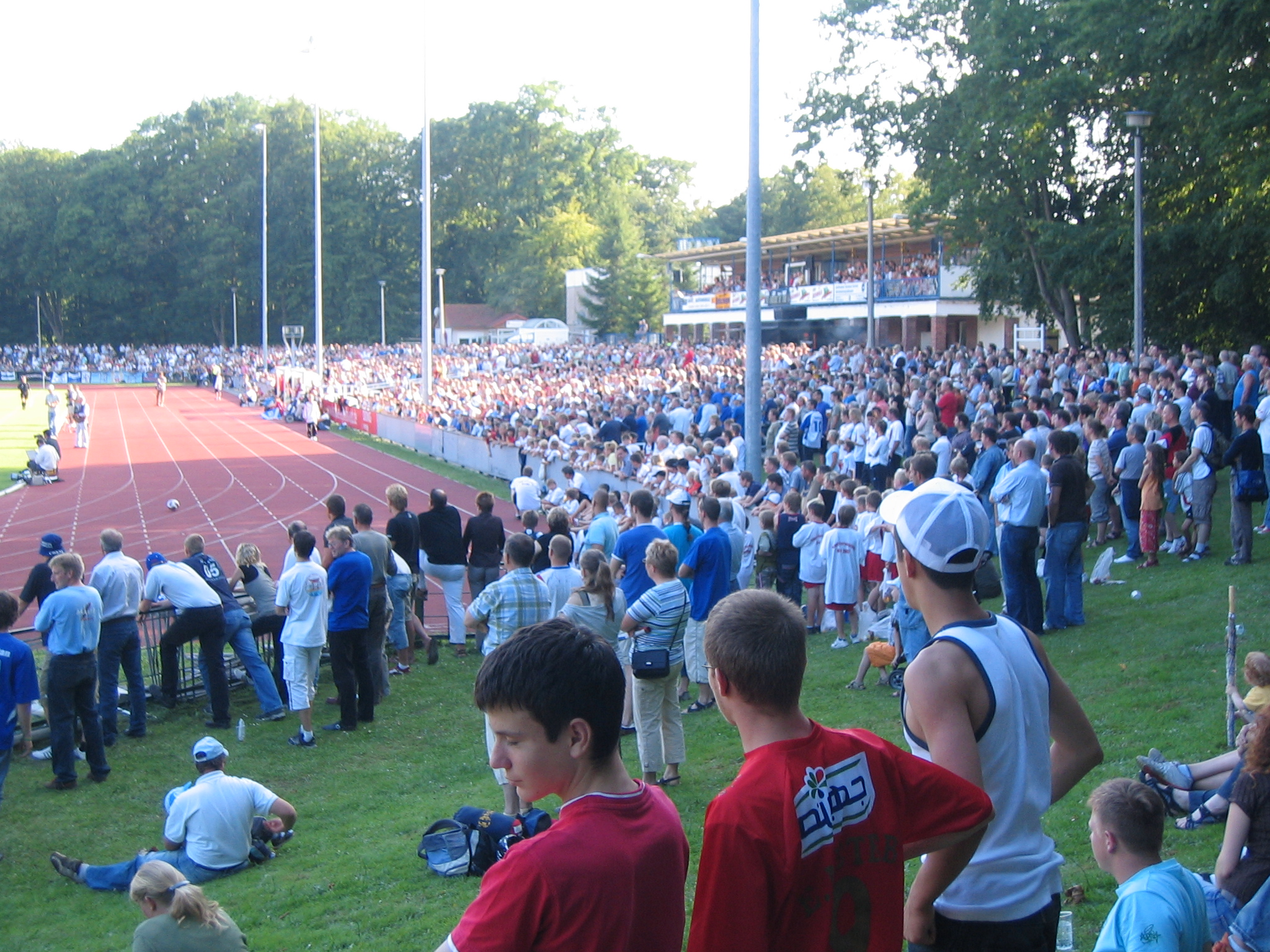
Volksstadion Greifswald

Das Volksstadion Greifswald ist ein Fußballstadion mit Leichtathletikanlage in der Universitäts- und Hansestadt Greifswald, Mecklenburg-Vorpommern. Die am 29. Mai 1927 eröffnete Sportstätte hat eine Kapazität von 8000 Zuschauern. Die gesamte Anlage bietet weitere Sportstätten wie Tennisplätze, Fußball- und Hockeyfelder und Basketballplätze. Das Freizeitbad Greifswald liegt nur wenige hundert Meter entfernt.

## Geschichte und Nutzung
Hauptsächlich finden im Stadion Fußballspiele statt. Darüber hinaus steht es auch für Konzerte zur Verfügung. Es sind auch andere Freizeitzwecke denkbar. Früher waren die Fußballmannschaften BSG Einheit Greifswald, BSG KKW Greifswald und der Greifswalder SC im Volksstadion beheimatet. Im Jahr 1997 war der FC Bayern München bei einem Freundschaftsspiel zu Gast, dabei kamen etwa 14.000 Besucher, was bis heute den Zuschauerrekord darstellt.
Nachdem sich der FC Pommern Greifswald und der Greifswalder SV 04 Mitte 2015 entschlossen, ihre Fußballabteilungen zum Greifswalder FC zu fusionieren, finden im Volksstadion die Heimspiele des neuen Vereins statt. Der GFC bekam für seine Partien im Volksstadion die Freigabe für eine Kapazität von 4990 Zuschauern. Durch den Aufstieg des Vereins in die Regionalliga wurden Umbauten am Stadion notwendig, die 2022 durchgeführt wurden.
Am 13. Mai 2015 wurde hier zum ersten Mal das Finale des seit 1990 ausgetragenen Mecklenburg-Vorpommern-Pokals durchgeführt. Im Endspiel vor 4500 Zuschauern bezwang Hansa Rostock die TSG Neustrelitz mit 1:0.

## Stadionbeschreibung
Das Volksstadion besitzt eine Haupttribüne, bei der 140 überdachte und etwa 1000 unüberdachte Plätze vorhanden sind. Die restlichen Tribünen und Rasenflächen um das Stadion herum stehen als Stehplatzbereiche zur Verfügung. Für die Gästefans ist ein eingezäunter Bereich an der Stadionseite zur Wolgaster Straße vorgesehen. 
Das Stadiongelände ist von Wald umschlossen. Eine Ausnahme bilden die Gebiete hinter den Toren, wobei hinter dem einen Tor ein Basketballplatz liegt und hinter dem anderen einer der Eingänge. Die Spielstände werden auf einer LED-Anzeigetafel dargestellt. Des Weiteren ist auf dem Hauptplatz ein Naturrasen verlegt; auf den beiden Nebenplätzen Kunstrasen. Die Flutlichtanlage besteht aus acht Lichtmasten. Rund um die Spielfläche befindet sich eine Leichtathletikanlage.